# Lijst van voetbalinterlands Cuba - Haïti
Deze lijst van voetbalinterlands is een overzicht van alle officiële voetbalwedstrijden tussen de nationale teams van Cuba en Haïti. De landen speelden tot op heden 28 keer tegen elkaar. De eerste ontmoeting, een kwalificatiewedstrijd voor het Wereldkampioenschap voetbal 1934, werd gespeeld in Port-au-Prince op 28 januari 1934. Het laatste duel, een groepswedstrijd tijdens de CONCACAF Nations League 2023/24, werd gespeeld op 8 september 2023 in Santo Domingo (Dominicaanse Republiek).

## Wedstrijden
| №  | Plaats         | Datum            | Competitie                                   | Wedstrijd    | Uitslag |
| -- | -------------- | ---------------- | -------------------------------------------- | ------------ | ------- |
| 1  | Port-au-Prince | 28 januari 1934  | WK 1934 kwalificatie                         | Haïti – Cuba | 1 – 3   |
| 2  | Port-au-Prince | 1 februari 1934  | WK 1934 kwalificatie                         | Haïti − Cuba | 1 − 1   |
| 3  | Port-au-Prince | 4 februari 1934  | WK 1934 kwalificatie                         | Haïti − Cuba | 0 − 6   |
| 4  | Willemstad     | 23 augustus 1957 | CCCF-kampioenschap 1957                      | Haïti − Cuba | 6 − 1   |
| 5  | San José       | 2 maart 1961     | CCCF-kampioenschap 1961                      | Cuba − Haïti | 1 − 2   |
| 6  | Kingston       | 12 januari 1967  | CONCACAF-kampioenschap 1967 kwalificatie     | Cuba − Haïti | 1 − 1   |
| 7  | Port of Spain  | 4 december 1971  | CONCACAF-kampioenschap 1971                  | Haïti − Cuba | 0 − 0   |
| 8  | Havana         | 28 november 1976 | WK 1978 kwalificatie                         | Cuba − Haïti | 1 − 1   |
| 9  | Port-au-Prince | 11 december 1976 | WK 1978 kwalificatie                         | Haïti − Cuba | 1 − 1   |
| 10 | Panama-Stad    | 25 december 1976 | WK 1978 kwalificatie                         | Haïti − Cuba | 2 − 0   |
| 11 | Tegucigalpa    | 15 november 1981 | WK 1982 kwalificatie                         | Haïti − Cuba | 0 − 2   |
| 12 | Arima          | 29 mei 1996      | Caribbean Cup 1996                           | Haïti − Cuba | 0 − 0   |
| 13 | Port of Spain  | 23 juni 1996     | WK 1998 kwalificatie                         | Cuba − Haïti | 6 − 1   |
| 14 | Cap-Haïtien    | 30 juni 1996     | WK 1998 kwalificatie                         | Cuba − Haïti | 1 − 1   |
| 15 | Port-au-Prince | 20 november 1997 | Vriendschappelijk                            | Haïti − Cuba | 2 − 2   |
| 16 | Port of Spain  | 4 juni 1999      | Caribbean Cup 1999                           | Cuba − Haïti | 3 − 1   |
| 17 | Los Angeles    | 8 oktober 1999   | CONCACAF Gold Cup 2000 kwalificatie          | Cuba − Haïti | 0 − 1   |
| 18 | Arima          | 20 mei 2001      | Caribbean Cup 2001                           | Cuba − Haïti | 0 − 0   |
| 19 | Port-au-Prince | 9 januari 2005   | Caribbean Cup 2005 kwalificatie              | Haïti − Cuba | 0 − 1   |
| 20 | Havana         | 16 januari 2005  | Caribbean Cup 2005 kwalificatie              | Cuba − Haïti | 1 − 1   |
| 21 | Port-au-Prince | 17 oktober 2006  | Vriendschappelijk                            | Haïti − Cuba | 0 − 0   |
| 22 | Port-au-Prince | 19 oktober 2006  | Vriendschappelijk                            | Haïti − Cuba | 0 − 1   |
| 23 | Fort-de-France | 8 november 2006  | Caribbean Cup 2007 kwalificatie              | Haïti − Cuba | 1 − 2   |
| 24 | Montego Bay    | 18 december 2008 | Caribbean Cup 2008                           | Cuba − Haïti | 0 − 1   |
| 25 | Saint John's   | 14 december 2012 | Caribbean Cup 2012                           | Haïti − Cuba | 0 − 1   |
| 26 | Montego Bay    | 18 november 2014 | Caribbean Cup 2014                           | Cuba − Haïti | 1 − 2   |
| 27 | Port-au-Prince | 24 maart 2019    | CONCACAF Nations League 2019/20 kwalificatie | Haïti − Cuba | 2 − 1   |
| 28 | Santo Domingo  | 8 september 2023 | CONCACAF Nations League 2023/24              | Haïti − Cuba | 0 − 0   |

## Samenvatting
| Competitie                           | Totaal gespeeld | Winst Cuba | Gelijk | Winst Haïti | Doelsaldo Cuba – Haïti |
| ------------------------------------ | --------------- | ---------- | ------ | ----------- | ---------------------- |
| WK-kwalificatie                      | 9               | 4          | 4      | 1           | 21 − 8                 |
| CONCACAF Gold Cup                    | 3               | 0          | 1      | 2           | 2 − 8                  |
| CONCACAF Gold Cup-kwalificatie       | 2               | 0          | 1      | 1           | 1 − 2                  |
| CONCACAF Nations League              | 1               | 0          | 1      | 0           | 0 − 0                  |
| CONCACAF Nations League-kwalificatie | 1               | 0          | 0      | 1           | 1 − 2                  |
| Caribbean Cup                        | 6               | 2          | 2      | 2           | 5 − 4                  |
| Caribbean Cup-kwalificatie           | 3               | 2          | 1      | 0           | 4 − 2                  |
| Vriendschappelijk                    | 3               | 1          | 2      | 0           | 1 − 2                  |
| Totaal                               | 28              | 9          | 12     | 7           | 35 − 28                |

Wedstrijden bepaald door strafschoppen worden, in lijn met de FIFA, als een gelijkspel gerekend.
AFC · A-internationals · Bondscoaches · Cubaans vrouwenelftal · Cuba U21 · Cuba U20 · Cuba U19 · Cuba U18 · Cuba U17
1920 – 1949 ·
1950 – 1969 ·
1970 – 1979 ·
1980 – 1989 ·
1990 – 1999 ·
2000 – 2009 ·
2010 – 2019 ·
2020 − 2029
WK 1938
OS 1976 ·
OS 1980
Albanië ·
Algerije ·
Angola ·
Antigua en Barbuda ·
Aruba ·
Bahama's ·
Barbados ·
Belize ·
Bermuda ·
Bolivia ·
Britse Maagdeneilanden ·
Bulgarije ·
Canada ·
Chili ·
China ·
Colombia ·
Costa Rica ·
Curaçao ·
DDR ·
Dominica ·
Dominicaanse Republiek ·
Ecuador ·
El Salvador ·
Ghana ·
Grenada ·
Guatemala ·
Guyana ·
Haïti ·
Honduras ·
Indonesië ·
Jamaica ·
Kaaimaneilanden ·
Kameroen ·
Mexico ·
Nicaragua ·
Nederlandse Antillen ·
Panama ·
Puerto Rico ·
Roemenië ·
Saint Kitts en Nevis ·
Saint Lucia ·
Saint Vincent en de Grenadines ·
Suriname ·
Trinidad en Tobago ·
Turks en Caicoseilanden ·
Uruguay ·
Venezuela ·
Verenigde Staten ·
Zuid-Korea ·
Zweden
FHF · A-internationals · Selecties · Bondscoaches · Haïtiaans vrouwenelftal ·  Haïti U21 · Haïti U20 · Haïti U19 · Haïti U18 · Haïti U17
1925 ·
1926 ·
1927–1931 · 
1932 ·
1933 · 
1934 ·
1935–1937 · 
1938 ·
1939 ·
1940–1943 · 
1944 ·
1945–1947 · 
1948 ·
1949 ·
1950 ·
1951 ·
1952 ·
1953 ·
1954 ·
1955 · 
1956 ·
1957 ·
1958 ·
1959 ·
1960 · 
1961 ·
1962 ·
1963 ·
1964 ·
1965 ·
1966 ·
1967 ·
1968 ·
1969 ·
1970 · 
1971 ·
1972 ·
1973 ·
1974 ·
1975 ·
1976 ·
1977 ·
1978 ·
1979 ·
1980 ·
1981 ·
1982 · 
1983 ·
1984 ·
1985 ·
1986–1988 · 
1989 ·
1990 · 
1991 ·
1992 ·
1993 · 
1994 ·
1995 · 
1996 ·
1997 ·
1998 ·
1999 ·
2000 ·
2001 ·
2002 ·
2003 ·
2004 ·
2005 ·
2006 ·
2007 ·
2008 ·
2009 ·
2010 ·
2011 ·
2012 ·
2013 ·
2014 ·
2015 ·
2016 ·
2017 ·
2018 ·
2019 ·
2020 ·
2021 ·
2022 ·
2023 ·
2024
Amerikaanse Maagdeneilanden ·
Antigua en Barbuda ·
Argentinië ·
Aruba ·
Bahama's ·
Bahrein ·
Barbados ·
Belize ·
Bermuda ·
Bolivia ·
Brazilië ·
Britse Maagdeneilanden ·
Canada ·
Chili ·
China ·
Colombia ·
Costa Rica ·
Cuba ·
Curaçao ·
Dominica ·
Dominicaanse Republiek ·
Ecuador ·
El Salvador ·
Grenada ·
Guatemala ·
Guyana ·
Honduras ·
Italië ·
Jamaica ·
Japan ·
Jordanië ·
Kaaimaneilanden ·
Kosovo ·
Mexico ·
Montserrat ·
Nederlandse Antillen ·
Nicaragua ·
Oman ·
Panama ·
Peru ·
Polen ·
Puerto Rico ·
Qatar ·
Saint Kitts en Nevis ·
Saint Lucia ·
Saint Vincent en de Grenadines ·
Spanje ·
Suriname ·
Syrië ·
Trinidad en Tobago ·
Turks- en Caicoseilanden ·
Uruguay ·
Venezuela ·
Verenigde Arabische Emiraten ·
Verenigde Staten ·
Zuid-Korea